# Katiuha, Novohrad-Volînskîi
Katiuha (în ucraineană Катюха) este un sat în comuna Tupalți din raionul Novohrad-Volînskîi, regiunea Jîtomîr, Ucraina.

## Demografie
Componența lingvistică a localității Katiuha
     Ucraineană (50%)
     Rusă (50%)
Conform recensământului din 2001, majoritatea populației localității Katiuha era vorbitoare de ucraineană (50%), existând în minoritate și vorbitori de rusă (50%).